# Les Préaux
Les Préaux é uma comuna francesa na região administrativa da Normandia, no departamento de Eure. Estende-se por uma área de 5,93 km². Em 2010 a comuna tinha 390 habitantes (densidade: 65,8 hab./km²).